# 比克曼的世界
《比克曼的世界》（英語：Beakman's World）又名《怪頭博士》，是一部美国针对少儿的科普电视短剧。该剧用一种趣味幽默的方式解释科学问题，所以深受孩子们的喜爱。该节目以由约克·丘奇(Jok Church)创作、通用出版联合会出品的搞笑连载漫画《比克曼和贾克斯助你一臂之力》(You Can with Beakman and Jax)为基础改编而来。剧集於1992年11月18日在学习频道(TLC)有线电视网和国内联合会(national syndication)上首次播映。
1993年11月18日，该剧的播映从国家企业联合组织(national syndication)转到CBS周六早间少儿节目队列(lineup)中。在其最流行的时候，能在约90个国家的电视上看到该剧的播放。该剧于1998年取消。2006年11月回归国家企业联合组织后，该剧又转到当地一个叫做KICU的频道播映。该剧比同类主题剧集《比尔教科学》要更早一年播送。本剧的主演保罗·扎卢姆仍在全球各个地方饰演剧外的比克曼。
剧中的主要人物是比克曼、比克曼的女助手和一个穿着老鼠皮的家伙莱斯特(Lester)。

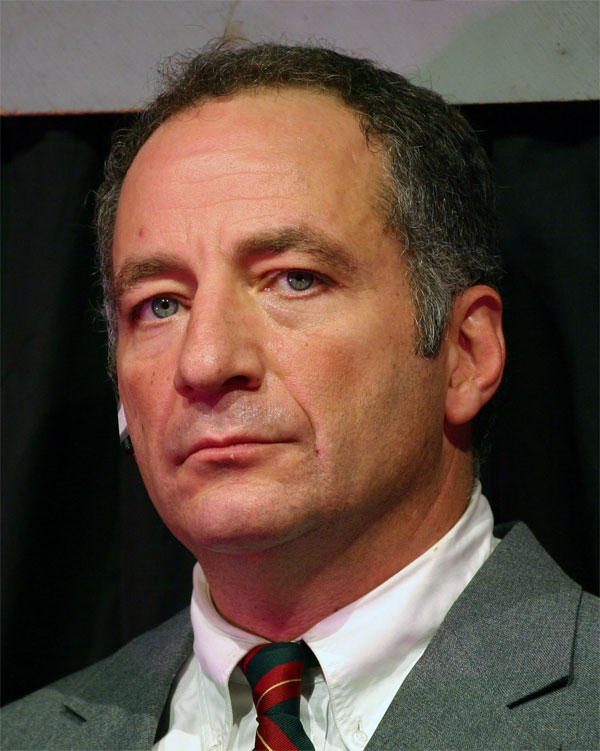
保罗·扎卢姆饰演比克曼

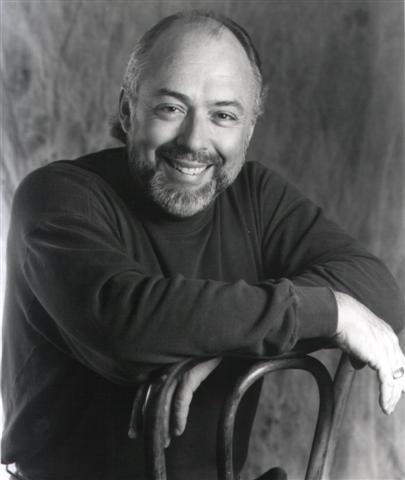
马克·里茨(†)饰演大老鼠莱斯特

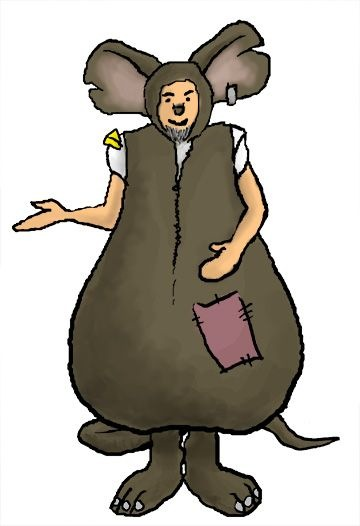
大老鼠莱斯特服装草图

## 内容概要
剧中主角由保罗·扎卢姆饰演的比克曼(Beakman)是一名古怪的科学家，为了回应热心观众的来信提问而进行各种各样的搞怪实验和演示，以阐明其中的基础科学概念。从密度、电能到胃肠气胀，可谓包罗万象。当他的实验成功后，他常会大喊一声“扎卢姆！”("Zaloom!")，即饰演者本人的姓氏。
一直以来，比克曼在进行实验时，会有一个女助手帮忙，以便于营造该剧的喜剧情节。在本剧播映的过程中，助手的名字有过变动。在第一季中，助手是娇西(Josie)，饰演者是阿兰娜·乌巴奇；在第2季和第3季中，助手换成了丽萨(Liza)，饰演者是爱丽莎·施耐德；而到了第4季，则换成了菲比(Phoebe)，饰演者是森塔·摩西斯。比克曼还有一个实验室大老鼠莱斯特(Lester)帮忙。在序幕篇(pilot episode)中，莱斯特还只是一个木偶，但在这之后的所有节目里，其造型都改为一个穿着打着补丁的老鼠皮外衣之粗鲁愚笨的大汉。莱斯特的饰演者是马克·里茨，已于2009年去世。在各集的连续插科打诨部分中，可以发现剧中从未断言其角色是一只真正意义上的老鼠。相反，他本人以及别人都认为他只是一个穿着老鼠皮外衣的家伙，或是一个态度严肃但演技很烂的演员(a serious actor with a bad agent)。如果莱斯特有时不愿意协助实验，比克曼就会用实物作为许诺设法说服他。另有一个经常出境的角色是一个看不到脸和全身的摄影师，在剧中被称作“雷”("Ray")，仅由道具大师(prop-master)罗恩·詹库拉(Ron Jancula)的一只手出演。雷仔通过递给比克曼所需的物品来协助他，比如一种奇怪的放大镜"boguscope"。根据全剧走向来看，雷仔喜爱剧中一位未提及姓名的女士。女星珍·史塔波顿(2013年去世)在剧中饰演比克曼的母亲一角，在剧中称“比克他妈”("Beakmom")。在某些喜剧场景中，会出现一个衣着老土的名为“我很无聊”之博士(Professor I. M. Boring)捧着一本旧书出现于闪着雪花点的黑白银幕上，并把书上有关不同科学主题的枯燥概念死气沉沉地照读一遍。无聊博士也由保罗·扎卢姆以分饰多角的方式饰演，其夸张的呆板形象正好与比克曼的搞怪风格形成鲜明对比，以达到更佳的喜剧效果。扎卢姆本人也在剧中饰演各种各样的“嘉宾科学家”和一些历史人物，如伽利略、爱迪生、罗伯特·戈达德、费罗·法恩斯沃斯等。摩西斯小姐加入节目组后，制作人开始大量使用NBC游戏栏目《Scrabble》中的音效。
节目中有个知名环节(segment)被称为“(来自)比克曼的挑战”("Beakman Challenge")。在该环节中，比克曼将会向莱斯特发起挑战，以通过完成一些使人惊奇的表演以形象地阐述某个基本科学事实。在第一季中，基本上每一次挑战都与大气压或伯努利原理有关。在第2季中，莱斯特有一次在解释一个小把戏(trick)背后的科学原理时，向比克曼大喊：“大气压！每次都是大气压！”("AIR PRESSURE! IT'S ALWAYS AIR PRESSURE!")，从而指明了这一点。
在每集的开始和结尾，以及广告插播的前后，能看到一些短暂的场景，其中有2只企鹅正在南极点通过电视收看该剧，有时还会发表一些简短的评论。2只企鹅由木偶师操控，其中一只名叫冬(Don)，由Bert Berdis配音；另一只名叫赫尔布(Herb)，由Alan Barzman配音。这2个名字源自冬·赫尔伯特(Don Herbert)，他在《怪才先生的世界》("Mr. Wizard's World")中饰演怪才先生。莱斯特的扮演者马克·里茨也是其中一只企鹅的操控师。
《比克曼的世界》在美国是於联合会(syndication)的周末档播出，并由索尼影视电视公司在美国发行。本剧同时也在一些其它国家播映和发行。

## 评价

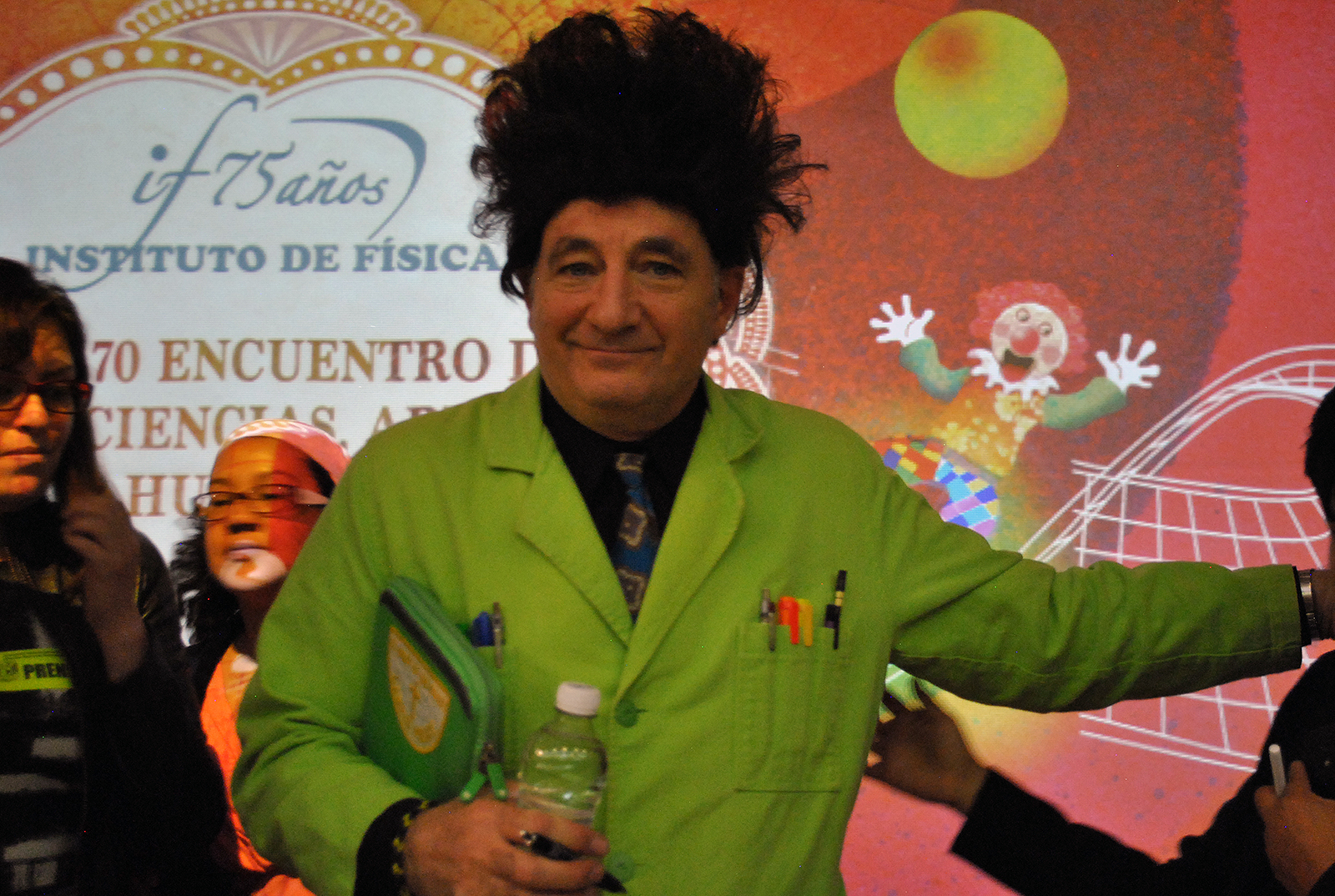
2014年，扎卢姆在墨西哥扮演比克曼。

## 剧集列表

### 第1季
| 剧集编号    | 标题                                                                              | 播出日期       |
| ----------- | --------------------------------------------------------------------------------- | -------------- |
| 1 (1-01)    | 降雨与火山 "Rain, Beakmania & Volcanoes"                                          | 1992年9月12日  |
| 2 (1-02)*   | 重力与惯性 "Gravity, Beakmania & Inertia"                                         | 1992年9月18日  |
| 3 (1-03)    | 噪音与鼻子 "Noises at Night, Beakmania & The Nose"                                | 1992年9月26日  |
| 4 (1-04)    | 血液与梦 "Blood, Beakmania & Dreams"                                              | 1992年10月2日  |
| 5 (1-05)    | 树叶与造纸 "Leaves, Beakmania & Paper"                                            | 1992年10月10日 |
| 6 (1-06)    | 肥皂与发动机 "Soap, Beakmania & Auto Engines"                                     | 1992年10月17日 |
| 7 (1-07)    | 电与灯泡 "Electricity, Beakmania & Light Bulbs"                                   | 1992年10月23日 |
| 8 (1-08)    | 声音与爆炸 "Sound, Beakmania & Explosions"                                        | 1992年10月31日 |
| 9 (1-09)    | 折射与磁铁 "Refraction, Beakmania & Attraction"                                   | 1992年11月7日  |
| 10 (1-10)   | 杠杆与电视 "Levers, Beakmania & Television"                                       | 1992年11月14日 |
| 11 (1-11)   | 船与飞机 "Boats, Beakmania & Airplanes"                                           | 1992年11月21日 |
| 12 (1-12)   | 气泡与脚 "Bubbles, Beakmania & Feet"                                              | 1992年11月28日 |
| 13 (1-13)   | 显微镜与愈合 "Microscopes, Beakmania & Healing"                                   | 1992年12月5日  |
| 14 (1-14)   | 科学方法与彩虹 "Scientific Method, Beakmania & Rainbows"                          | 1992年12月12日 |
| 15 (1-15)   | 疫苗与摩擦 "Vaccinations, Beakmania & Friction"                                   | 1992年12月18日 |
| 16 (1-16)   | 冷热与粉刺 "Thermodynamics, Beakmania & Pimples"                                  | 1992年12月25日 |
| 17 (1-17)   | 化石与人类的声音 "Fossils, Beakmania & the Human Voice"                           | 1993年1月1日   |
| 18 (1-18)   | 呼吸与电话 "Lungs, Beakmania & Telephones"                                        | 1993年1月9日   |
| 19 (1-19)   | 录音机与压强 "Tape Recordings, Beakmania & Force Vs. Pressure"                    | 1993年1月15日  |
| 20 (1-20)   | 微波与蜘蛛 "Microwaves, Beakmania & Spiders"                                      | 1993年1月23日  |
| 21 (1-21)   | 耳垢与火箭发动机 "Earwax, Beakmania & Rocket Engines"                             | 1993年1月30日  |
| 22 (1-22)   | 臭氧与酸 "Ozone, Beakmania & Acid"                                                | 1993年2月6日   |
| 23 (1-23)   | 抽水马桶与过山车 "Plumbing, Beakmania & Roller Coasters"                          | 1993年2月12日  |
| 24 (1-24)** | 蜜蜂与地震 "Bees, Beakmania & Earthquakes"                                        | 1993年2月20日  |
| 25 (1-25)   | 镜子与潜水艇（英文版名称为反射与居里夫人） "Reflection, Beakmania & Madame Curie" | 1993年2月27日  |
| 26 (1-26)   | 车轮与找答案 "Wheels, Beakmania & Finding Answers"                                | 1993年3月6日   |

* 首次播出
** 在中国大陆未发行

### 第2季
| 剧集编号  | 标题                  | 播出日期       |
| --------- | --------------------- | -------------- |
| 27 (2-1)  | 潜艇与消化            | 1993年9月18日  |
| 28 (2-2)  | 心脏与直升机          | 1993年9月25日  |
| 29 (2-3)  | 电池与气球            | 1993年10月2日  |
| 30 (2-4)  | 隧道与火车            | 1993年10月9日  |
| 31 (2-5)* | 蝙蝠与能量            | 1993年10月16日 |
| 32 (2-6)  | 天空与亨特·福特       | 1993年10月23日 |
| 33 (2-7)  | 钢琴与幻像            | 1993年10月30日 |
| 34 (2-8)  | 闪电与骨头            | 1993年11月6日  |
| 35 (2-9)  | 月球与电梯            | 1993年11月13日 |
| 36 (2-10) | 电子游戏与牙齿        | 1993年11月20日 |
| 37 (2-11) | 体验与油              | 1993年11月27日 |
| 38 (2-12) | 本·富兰克林与化学反应 | 1993年12月4日  |
| 39 (2-13) | 蚂蚁与碰撞            | 1993年12月11日 |
| 40 (2-14) | 疼痛与彗星            | 1993年12月18日 |
| 41 (2-15) | 液压与恐龙            | 1994年1月8日   |
| 42 (2-16) | 电动机与时间          | 1994年1月15日  |
| 43 (2-17) | 青蛙、蛤蟆与聚合物    | 1994年1月22日  |
| 44 (2-18) | 钱与水能              | 1994年1月29日  |
| 45 (2-19) | 垃圾与气象            | 1994年2月5日   |
| 46 (2-20) | 摩天大楼与试液        | 1994年2月12日  |
| 47 (2-21) | 鲨鱼与爱因斯坦        | 1994年2月19日  |
| 48 (2-22) | 霉菌与岩洞            | 1994年2月26日  |
| 49 (2-23) | 动量与奶牛            | 1994年3月5日   |
| 50 (2-24) | 过敏与密码            | 1994年3月12日  |
| 51 (2-25) | 蛇与季节              | 1994年3月19日  |
| 52 (2-26) | 飓风与灭火            | 1994年3月26日  |

* 在中国大陆未发行

### 第3季
| 剧集编号  | 标题                 | 播出日期       |
| --------- | -------------------- | -------------- |
| 53 (3-01) | 种子与桥梁           | 1995年9月16日  |
| 54 (3-02) | 平衡与伪装           | 1995年9月23日  |
| 55 (3-03) | 碳与发明             | 1995年9月30日  |
| 56 (3-04) | 陀螺仪与心脏病       | 1995年10月7日  |
| 57 (3-05) | 钢与胶片             | 1995年10月14日 |
| 58 (3-06) | 太阳与变态           | 1995年10月21日 |
| 59 (3-07) | 真空与纺织           | 1995年10月28日 |
| 60 (3-08) | 雪与自然             | 1995年11月4日  |
| 61 (3-09) | 鳄鱼与机器人         | 1995年11月11日 |
| 62 (3-10) | 喷泉温泉与肾         | 1995年11月18日 |
| 63 (3-11) | 睡眠与扩音           | 1995年11月25日 |
| 64 (3-12) | 甲壳动物与伯努力原理 | 1995年12月2日  |
| 65 (3-13) | 岛屿与弹簧           | 1995年12月9日  |

### 第4季
| 剧集编号   | 标题             | 播出日期       |
| ---------- | ---------------- | -------------- |
| 66 (4-01)  | 汗与车的重量     | 1996年9月14日  |
| 67 (4-02)  | 迁徙与太空生活   | 1996年9月21日  |
| 68 (4-03)  | 本生与污水       | 1996年9月28日  |
| 69 (4-04)  | 猫与炸药         | 1996年10月5日  |
| 70 (4-05)  | 口腔与比例       | 1996年10月12日 |
| 71 (4-06)  | 催化剂与喷雾器   | 1996年10月19日 |
| 72 (4-07)  | 橡胶与头发       | 1996年10月26日 |
| 73 (4-08)  | 骆驼与密度       | 1996年11月2日  |
| 74 (4-09)  | 回飞镖与马戏     | 1996年11月9日  |
| 75 (4-10)  | 大象与X射线      | 1996年11月16日 |
| 76 (4-11)  | 皮肤与氧气       | 1996年11月23日 |
| 77 (4-12)  | 面包与测量       | 1996年11月30日 |
| 78 (4-13)  | 电磁铁与感官     | 1996年12月7日  |
| 79 (4-14)  | 黑猩猩与视力检查 | 1996年12月14日 |
| 80 (4-15)  | 魔术与化妆       | 1996年12月21日 |
| 81 (4-16)  | 猪与音频         | 1997年1月4日   |
| 82 (4-17)  | 沉船与机械       | 1997年1月11日  |
| 83 (4-18)  | 鲸鱼与三维照片   | 1997年1月18日  |
| 84 (4-19)  | 飞机与健康       | 1997年1月25日  |
| 85 (4-20)  | 南北极与旋转     | 1997年2月1日   |
| 86 (4-21)  | 狗与医学工程     | 1997年2月8日   |
| 87 (4-22)  | 成长与溶液       | 1997年2月15日  |
| 88 (4-23)  | 定律与鹦鹉       | 1997年2月22日  |
| 89 (4-24)  | 变形虫与特技     | 1997年3月1日   |
| 90 (4-25)  | 马与电冰箱       | 1997年3月8日   |
| 91 (4-26)* | 指纹与胀气       | 1997年3月15日  |

* 在中国大陆未发行